# Dames Ligue 1 2006/07
Die Dames Ligue 1 2006/07 war die 21. Saison zur Ermittlung eines Meisters im luxemburgischen Frauenfußball. Der FC Mamer 32 konnte seinen Meistertitel aus der Vorsaison ohne Punktverlust verteidigen.

## Tabellen
Vorrunde
| Pl. | Verein                 | Sp. | S  | U | N  | Tore    | Diff. | Punkte |
| --- | ---------------------- | --- | -- | - | -- | ------- | ----- | ------ |
| 1.  | FC Mamer 32 (M)        | 14  | 14 | 0 | 0  | 087:800 | +79   | 42     |
| 2.  | Etzella Ettelbrück     | 14  | 11 | 1 | 2  | 093:120 | +81   | 34     |
| 3.  | Entente Itzig/RFCU     | 14  | 9  | 2 | 3  | 027:270 | ±0    | 29     |
| 4.  | FC Cebra               | 14  | 6  | 1 | 7  | 022:450 | −23   | 19     |
| 5.  | CS Fola Esch (N)       | 14  | 5  | 0 | 9  | 012:330 | −21   | 15     |
| 6.  | FC Minerva Lintgen     | 14  | 2  | 4 | 8  | 011:420 | −31   | 10     |
| 7.  | FC Tricolore Gasperich | 14  | 3  | 1 | 10 | 027:610 | −34   | 10     |
| 8.  | AS Hosingen (N)        | 14  | 0  | 3 | 11 | 008:590 | −51   | 03     |

Die Ergebnisse der Vorrunde wurden für die Meister- und Abstiegsrunde übernommen.
Meisterrunde
| Pl. | Verein             | Sp. | S  | U | N  | Tore    | Diff. | Punkte |
| --- | ------------------ | --- | -- | - | -- | ------- | ----- | ------ |
| 1.  | FC Mamer 32 (M)    | 20  | 20 | 0 | 0  | 116:140 | +102  | 60     |
| 2.  | Etzella Ettelbrück | 20  | 15 | 1 | 4  | 121:210 | +100  | 46     |
| 3.  | Entente Itzig/RFCU | 20  | 11 | 2 | 7  | 036:410 | −5    | 35     |
| 4.  | FC Cebra           | 20  | 6  | 1 | 13 | 026:860 | −60   | 19     |

Abstiegsrunde
| Pl. | Verein                 | Sp. | S | U | N  | Tore    | Diff. | Punkte |
| --- | ---------------------- | --- | - | - | -- | ------- | ----- | ------ |
| 5.  | CS Fola Esch (N)       | 20  | 9 | 1 | 10 | 023:400 | −17   | 28     |
| 6.  | FC Minerva Lintgen     | 20  | 6 | 4 | 10 | 020:530 | −33   | 22     |
| 7.  | FC Tricolore Gasperich | 20  | 6 | 1 | 13 | 046:720 | −26   | 19     |
| 8.  | AS Hosingen (N)        | 20  | 0 | 4 | 16 | 013:740 | −61   | 04     |